# Broßhaus
Broßhaus ist ein aus einer Hofschaft hervorgegangener Wohnplatz in der bergischen Großstadt Solingen.

## Lage und Beschreibung
Broßhaus liegt im nördlichen Bereich des Stadtteils Ohligs und dort zwischen Ellerstraße, Hildener Straße und Diepenbrucher Straße. Westlich befindet sich die Bahnstrecke Düsseldorf–Solingen, die bei Broßhaus die Hildener Straße quert. Zwischen Diepenbrucher Straße und Elsässer Straße befindet sich der S-Bahn-Haltepunkt Solingen Vogelpark. Teile der alten Hofschaft Broßhaus sind noch vorhanden, darunter ein denkmalgeschütztes verschiefertes Fachwerkhaus. Den Ort dominieren jedoch heute zahlreiche neue Wohnhäuser am Ohligser Feld und an der Ellerstraße sowie in der Umgebung gewerblich genutzte Bereiche. Broßhaus liegt südlich der Broßhauser Mühle am Ufer des Lochbachs.
Benachbarte Orte sind bzw. waren (von Nord nach West): Kuckesberg, Keusenhof, Kottendorf, Kullen, Blech, Rennpatt, Heiligenstock, Scheid, Diepenbruch, Kalstert, Molterkiste und Trotzhilden.

## Etymologie
Der Ortsname ist von dem Familiennamen Broch abgeleitet. Brangs weist darauf hin, dass der Familie Broch verschiedene bedeutende Schwertfeger des 17. Jahrhunderts entstammen.

## Geschichte
Die Geschichte der einstigen Hofschaft lässt sich bis in das 16. Jahrhundert zurückverfolgen. Im Jahre 1715 ist der Ort in der Karte Topographia Ducatus Montani, Blatt Amt Solingen, von Erich Philipp Ploennies mit einer Hofstelle verzeichnet und als Broses benannt. Der Ort gehörte zur Honschaft Schnittert innerhalb des Amtes Solingen. Die Hofschaft hatte bereits im 18. Jahrhundert eine verkehrsgünstige Lage. Durch den Ort verlief der sogenannte alte Rheinweg, der von Hitdorf über Landwehr und dann ab Broßhaus nach Osten über Kottendorf und Weyer nach Wald führte. Dieser alte Rheinweg band die Stadt Wald als Wirtschaftszentrum an die Rheinschiene an. Bei Broßhaus zweigte zudem die Altstraße nach Hilden ab, die weiter bis nach Benrath führte. Die heutige Hildener Straße wurde vor 1830 als Kunststraße ausgebaut.:1 Nachdem der alte Rheinweg 1817/1818 am Gräfrather Central Anschluss an die Werdensche Kohlenstraße (die heutige Bundesstraße 224) erhalten hatte, wurde er auf dem Abschnitt von Benrath über Hilden, Broßhaus, Kottendorf, Weyer, Wald und Foche zur Benrath-Focher Staatsstraße. Der Abschnitt zwischen Broßhaus und Landwehr wurde zur Landwehr-Broßhauser Straße, die ebenfalls zur Staatsstraße wurde (die heutige Bonner Straße / Im Ohligs / Ellerstraße).:31
Die Topographische Aufnahme der Rheinlande von 1824 verzeichnet den Ort als Broshaus, die Preußische Uraufnahme von 1844 als Brochshaus. In der Topographischen Karte des Regierungsbezirks Düsseldorf von 1871 ist der Ort als Brosshaus verzeichnet, in der Karte vom Kreise Solingen aus dem Jahr 1875 des Solinger Landmessers C. Larsch als Broſshaus, aus der sich später die heute gebräuchliche Schreibweise mit ß entwickelte.
Nach Gründung der Mairien und späteren Bürgermeistereien Anfang des 19. Jahrhunderts gehörte Broßhaus zur Bürgermeisterei Merscheid, die 1856 zur Stadt erhoben und im Jahre 1891 in Ohligs umbenannt wurde.
1815/16 lebten 85, im Jahr 1830 99 Menschen im als Dorf bezeichneten Wohnplatz. 1832 war der Ort weiterhin Teil der Honschaft Schnittert innerhalb der Bürgermeisterei Merscheid, dort lag er in der Flur III. Ohligs. Der nach der Statistik und Topographie des Regierungsbezirks Düsseldorf als Hofstadt kategorisierte Ort besaß zu dieser Zeit 16 Wohnhäuser und 19 landwirtschaftliche Gebäude mit 95 Einwohnern, davon 15 katholischen und 80 evangelischen Bekenntnisses. Die Gemeinde- und Gutbezirksstatistik der Rheinprovinz führt den Ort 1871 mit 19 Wohnhäusern und 116 Einwohnern auf. Im Gemeindelexikon für die Provinz Rheinland von 1888 werden sieben Wohnhäuser mit 47 Einwohnern angegeben.
Die Bahnstrecke Düsseldorf–Ohligs wurde auf dem Abschnitt von Hilden bis Ohligs, an Broßhaus vorbei, im Jahre 1894 fertiggestellt. Bei Kottendorf zweigt sie nach Ausfahrt aus dem Bahnhof in Ohligs ab. Der nahe Broßhaus gelegene Haltepunkt Solingen Vogelpark wurde Ende Januar 1977 eröffnet. Die Strecke diente seit 1979/80 ausschließlich dem S-Bahn-Verkehr, wird seit Dezember 2022 aber auch vom Düssel-Wupper-Express befahren.
Im Jahr 1909 wurde die Evangelische Volksschule Broßhaus an der Elsässer Straße eingeweiht. Der Unterricht in diesem Gebäude wurde bis 1979 fortgeführt, seitdem befindet sich dort die katholische Kindertagesstätte Don Bosco. Das Gebäude ist in der Denkmalliste der Stadt Solingen verzeichnet.
Mit der Städtevereinigung zu Groß-Solingen im Jahre 1929 wurde Broßhaus ein Ortsteil Solingens. Das weitgehend unbebaute Gebiet, das sich östlich von Broßhaus bis zum Ohligser Markt erstreckte, wurde ab dem Beginn des 20. Jahrhunderts ein bedeutsamer Industriestandort für die Stadt Ohligs und ab 1929 die Stadt Solingen. Während im südlichen Bereich die Textilfabrik OLBO produzierte, wurde zwischen Broßhauser Straße und Ellerstraße das 1902 gegründete Unternehmen Ernst Gerling ansässig. Es produzierte unter anderem Messer der Marke Okapi und war noch in den 1970er Jahren mit etwa 470 Beschäftigten einer der größten Taschenmesserproduzenten Deutschlands. Es wurde nach Insolvenz 1987/1989 geschlossen.:16 Ende der 1980er Jahre wurde von Broßhaus bis Rennpatt die Obere Hildener Straße gebaut. In diesem Zuge wurde die Kottendorfer Straße vom Durchgangsverkehr in Richtung Wald befreit. Die Unterführung am Caspersbroicher Weg wurde später zurückgebaut und ist seither nur noch für Fußgänger nutzbar. Der Verkehr von und nach Hilden fließt seither an Rennpatt vorbei über Kullen über teils vierstreifig ausgebaute Straßen. Für den Bau der Straße mussten auch einige Teile der ehemaligen Fabrik Gerling abgerissen werden.

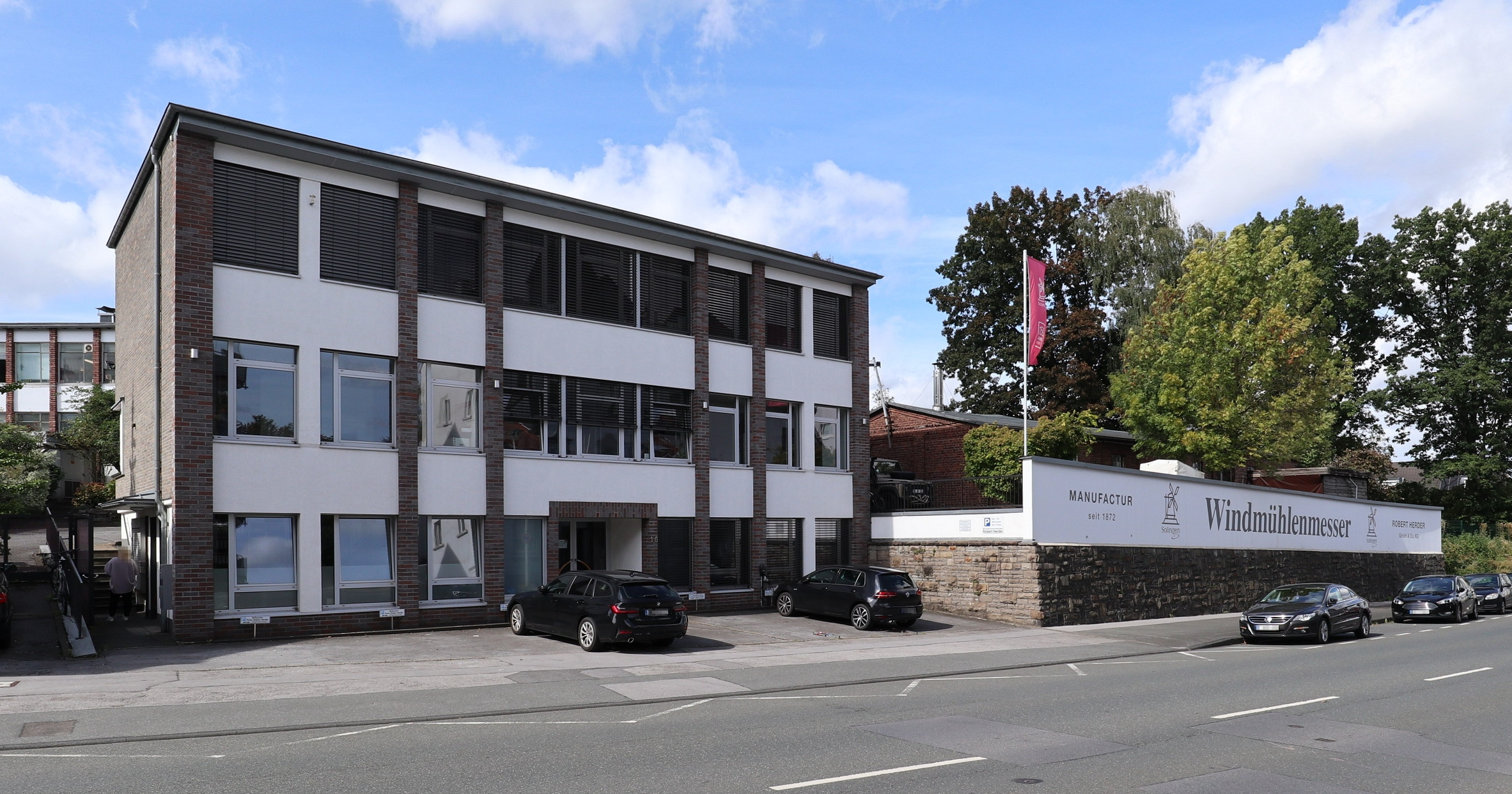
Windmühlenmesser an der Ellerstraße

Einige Flächen der ehemaligen Großbetriebe wurden in den 1990er Jahren zum Gewerbegebiet Heiligenstock östlich von Broßhaus. Ein bis heute an der Ellerstraße produzierendes Traditionsunternehmen ist die Schneidwarenmanufaktur Robert Herder, deren Markenzeichen die Windmühle ist. Neue Wohngebiete entstanden am Broßhaus ab 2000 mit der Siedlung am Ohligser Feld und zuletzt bis 2019 mit einigen Neubauten entlang der Ellerstraße. Von den wenigen noch bestehenden bergischen Fachwerkhäusern in Broßhaus steht seit 1986 das voll verschieferte Gebäude Ellerstraße 52 unter Denkmalschutz, das oben abgebildet ist.